# La Chapelle-Yvon
La Chapelle-Yvon era una comuna francesa situada en el departamento de Calvados, de la región de Normandía, que el 1 de enero de 2016 pasó a ser una comuna delegada de la comuna nueva de Valorbiquet al fusionarse con las comunas de Saint-Cyr-du-Ronceray, Saint-Julien-de-Mailloc, Saint-Pierre-de-Mailloc y Tordouet.

## Demografía
| Gráfica de evolución demográfica de La Chapelle-Yvon entre 1800 y 2014 |
|                                                                        |

Los datos demográficos contemplados en este gráfico de la comuna de La Chapelle-Yvon se han cogido de 1800 a 1999 de la página francesa EHESS/Cassini, y los demás datos de la página del INSEE.